# Octave
Octave è il nono album della rock band The Moody Blues, del 1978. È l'ultimo in cui figura alle tastiere il membro fondatore Michael Pinder.

## Tracce
1. Steppin' In a Slide Zone – 5:28 - (John Lodge)
2. Under Moonshine – 5:00 - (Ray Thomas)
3. Had to Fall in Love – 3:38 - (Justin Hayward)
4. I'll Be Level With You – 3:47 - (Graeme Edge)
5. Driftwood – 5:02 - (Hayward)
6. Top Rank Suite – 3:40 - (Hayward)
7. I'm Your Man – 4:20 - (Thomas)
8. Survival – 4:09 - (Lodge)
9. One Step Into the Light – 4:28 - (Michael Pinder)
10. The Day We Meet Again – 6:18 - (Hayward)

## Formazione
- Justin Hayward - chitarra, voce
- John Lodge - basso, voce
- Michael Pinder - tastiera, voce
- Ray Thomas - flauto, voce
- Graeme Edge - batteria